# Jeu d'aventure graphique

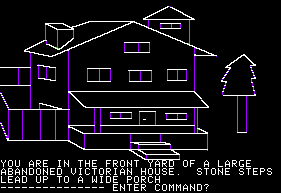
Mystery House sur Apple II a été le premier jeu d'aventure à utiliser des graphismes au début de l'ère de l'ordinateur personnel.

Dans l'univers du jeu vidéo, le jeu d'aventure graphique est appelé ainsi par opposition aux jeux d'aventure textuelle (ou « jeu en mode texte »). Les jeux en pointer-cliquer (ou « jeux point-and-click ») font partie de cette famille de jeux vidéo.
Les premiers jeux d'aventures dans les années 1970 sont des fictions interactives en mode texte à l'interface très aride : il faut indiquer dans une zone d'entrée de texte les actions à faire. Au début des années 1980, les premiers jeux d'aventure graphique apparaissent : l'écran représente par des images ce qui était jusque-là raconté par un texte : les personnages et les décors dans lesquels ils évoluent. Néanmoins, les interactions avec l'univers de jeu se réalisent encore en mode texte.

## Origines

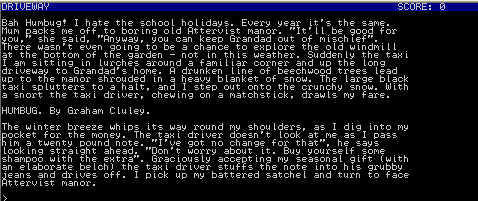
Exemple d'un jeu d'aventure textuelle : Humbug.

Le jeu vidéo d'aventure existait depuis un certain temps sous forme textuelle sur des plateformes (notamment l'Apple II), et des modèles différents et variés.
Mais le mode texte, bien que très répandu, était assez rebutant aux premiers abords pour les profanes et réservé en premier lieu aux passionnés. C'est une des raisons pour lesquelles le jeu d'aventure graphique est né. Ce genre de jeu a connu une époque glorieuse et est encore aujourd'hui très prisé, bien que délaissé par les éditeurs.
Le premier jeu d'aventure graphique Mystery House, sorti en 1980, que l'on doit à Ken et Roberta Williams a eu un tel succès qu'il devient un genre à part entière. Devant un tel succès inattendu, ses concepteurs décident d'abandonner leurs vies d'alors pour créer une société spécialisée dans le développement de ce nouveau genre de jeu : On-Line Systems qui deviendra rapidement Sierra On-Line.

## Jeu d'aventure en pointer-cliquer

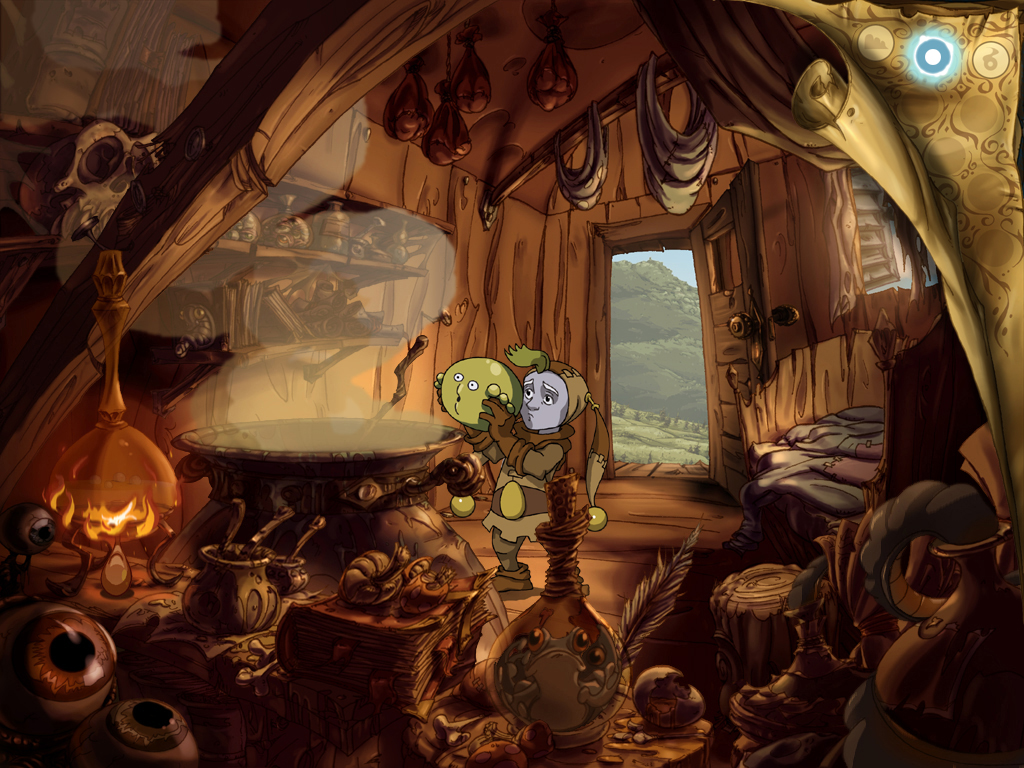
The Whispered World (2009).

C'est au milieu des années 1980 avec la généralisation des environnements graphiques sur les ordinateurs personnels grand public (Macintosh, Amiga, Atari ST, compatibles PC) et donc de la souris, que l'interface en pointer-cliquer apparaît dans le jeu vidéo. En 1984, Jean-Louis Le Breton et Fabrice Gille créent La Souris Golotte, un petit jeu d’aventure utilisant la souris fournie avec l'Apple IIc pour sa présentation. En 1985, le jeu Déjà Vu continuera dans cette idée. Enchanted Scepters (en) (1986) sur Macintosh est aussi l'un des premiers jeux d'aventure graphique à proposer ce type de contrôle. Certaines sociétés, comme Lucasfilm Games et Sierra On-Line, se sont ensuite fait une spécialité du genre, lui apportant diverses innovations, dont la principale est le passage de la vue à la première personne à celle à la troisième (héros évoluant à l'écran), amenée par Sierra On-Line en 1984 avec King's Quest premier du nom.
Généralement, l'écran de jeu présente une fenêtre spécifique qui affiche les actions réalisables par le héros (représentés par des mots ou des icônes) : marcher, ouvrir, parler, etc. Le joueur pointe le curseur sur une action et clique afin de la valider. En cliquant ensuite sur des éléments clés de l'environnement de jeu, il va pouvoir faire interagir le personnage en conséquence : déplacement vers tel lieu, ouverture de tel meuble, discussion avec tel personnage, etc. L'interface en pointer-cliquer s'accompagne souvent de raccourcis clavier (ne serait-ce que pour sauvegarder, quitter, accéder aux options). Le pointer-cliquer peut se réaliser avec une manette, un joystick ou les touches du clavier, même si la souris s'avère souvent plus adaptée en termes de temps de réponse et de précision.
Le pointer-cliquer reste un standard dans le jeu d'aventure jusqu'au milieu des années 1990. Avec la généralisation de la 3D, ce type de jeu d'aventure se marginalise (et le genre tout entier dans le paysage vidéoludique). Dans les années 2000, le succès remporté par des séries comme Syberia (due à l'auteur de BD Benoît Sokal) ou Runaway marque un retour du jeu en pointer-cliquer. Les jeux d’aventure graphiques contemporains sont souvent indépendants : Machinarium, Kentucky Route Zero et Broken Age en sont des exemples.
D'autres genres de jeux vidéo sont basés sur une interface pointer-cliquer : nombreux jeux de stratégie et jeux vidéo de rôle comme les jeux de type escape the room, des actions-RPG (par exemple Diablo), des jeux de réflexion (par exemple Lemmings) ou même quelques jeux d'action (par exemple Barbarian). Enfin, un contrôle à la souris n'est pas forcément synonyme d'interface en pointer-et-cliquer : des jeux d'adresse (par exemple Marble Madness), des simulations automobiles et aériennes ou encore nombreux jeux de tir à la première personne se jouent à la souris, mais le joueur y contrôle directement et en temps réel un objet (l'avatar, le véhicule, la caméra).

### Exemples
Outre les jeux en pointer-cliquer cités dans les paragraphes ci-dessus, on trouve dans la même catégorie des jeux comme :
- Maniac Mansion (1987) ;
- Leisure Suit Larry (1987) et ses suites ;
- Zak McKracken and the Alien Mindbenders (1988) ;
- Les Voyageurs du temps (1989) ;
- Operation Stealth (1990) ;
- Monkey Island (1990) et ses suites ;
- Croisière pour un cadavre (1991) ;
- Maniac Mansion: Day of the Tentacle (1993) ;
- Shadow of the Comet (1993) et Prisoner of Ice (1997) ;
- Simon le sorcier (1993) et ses suites ;
- Marine Malice (1994) et ses suites ;
- Full Throttle (1995) ;
- Toonstruck (1996) ;
- Les Chevaliers de Baphomet (1996) et ses suites ;
- The Last Express (1997) ;
- Ace Attorney (2001) (lors des phases d'investigation) et ses suites ;
- Professeur Layton (2007) et ses suites ;
- Void And Meddler (2015) ;
- The Lion's Song (2016).

## Éditeurs de jeux d'aventure graphique
- Lucasfilm Games
- Sierra On-Line
- Daedalic Entertainment
- Revolution Software